# Розсипал Антонін

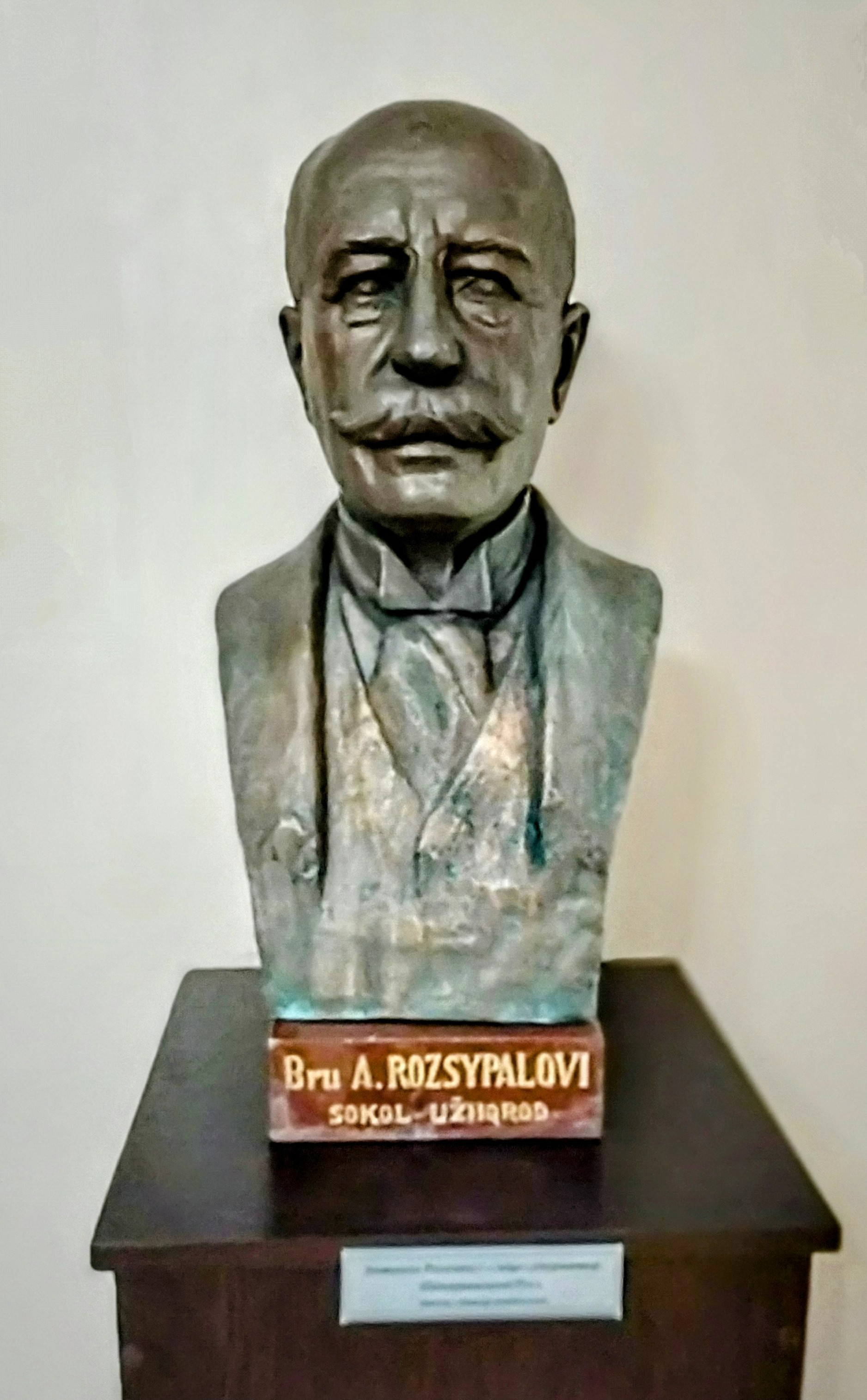
Погруддя А. Розсипалу в Закарпатському краєзнавчому музеї

Антонін Розсипал (чеськ. Antonín Rozsypal, 7 вересня 1866, Домажлице, Австро-Угорщина — 30 квітня 1937, Прага, Чехословаччина) — чехословацький державний діяч, земський президент, в. о. губернатора Підкарпатської Русі (16 червня 1933 — 15 лютого 1935).
У 1923—1933 роках був віцегубернатором Підкарпатської Русі, в 1933—1935 роках її губернатором. Був прихильником централізму, підтримуючи відповідно до політичної ситуації різні політичні угруповання. Під час його губернаторства приділяв увагу розвитку освіти і охорони здоров'я.
Був змушений піти у відставку з посади на вимогу опозиційних русинських лідерів на початку 1937 року . Повернувся до Чехії.